# Notophthalmus meridionalis
Espèce
Synonymes
- Diemyctylus miniatus meridionalis Cope, 1880
- Diemyctylus kallerti Wolterstorff, 1930

Statut de conservation UICN

 EN B2ab(iii,iv,v) : En danger
Notophthalmus meridionalis est une espèce d'urodèles de la famille des Salamandridae. 

## Répartition
Cette espèce se rencontre au Texas aux États-Unis et au Tamaulipas, au Veracruz, à l'extrême Est de l'État de San Luis Potosí, en Hidalgo et dans le nord de l'État de Puebla au Mexique.

## Publication originale
- Cope, 1880 : On the zoological position of Texas. Bulletin of the United States National Museum, vol. 17, p. 1-51 (texte intégral).